# Внутренняя линия
Внутренняя линия — контрразведка Русского общевоинского союза, созданная в 1924 — 1927 годах по указанию генерала А. П. Кутепова.Эта секретная организация внутри Белого движения была полностью развернута к 1927 году, имела филиалы более чем в 17 странах мира. Формально организация подчинялась РОВС, но руководители последнего не были осведомлены о её конспиративной деятельности и о её связях с разведками СССР и Германии.

## История

### Предыстория
В 1924 году Клавдий Фосс организовал тайную организацию «Долг Родине», устроенную по аналогии с Боевой организацией генерала Кутепова, и вербовал туда белых офицеров. Затем, по инициативе генерала Кутепова, под руководством генералов Ф. Ф. Абрамова и П. Н. Шатилова, Фосс вместе с штабс-капитаном Н. Д. Закржевским на основе своей тайной организации создал «Внутреннюю линию» — контрразведку РОВС. Организация начала работать в 1927 году.

### Создание организации
Организация контрразведки внутри Белого движения стала насущной необходимостью в связи с активным проникновеним агентов ОГПУ в его среду. По указанию генерала Кутепова непосредственно созданием контрразведки Внутренняя линия занимались генерал Ф. Ф. Абрамов — начальник 3-го отдела РОВС в Болгарии и генерал П. Н. Шатилов — начальник 1 отдела РОВС во Франции, а также капитан К. А. Фосс — начальник его канцелярии генерала Абрамова и штабс-капитан Н. Д. Закржевский (псевдоним — Дмитриев), находившийся в то время в Париже.
Членство в организации было только по личному приглашению и однажды вступивший уже не мог выйти из организации. Организация не была массовой, предпочтение отдавалось качеству кандидатов. Так, согласно трофейным фондам гестапо Берлина, представителем Внутренней линии в Финляндии был генерал-лейтенант Русской Императорской армии Карл Густав Эмиль Маннергейм — будущий президент Финляндии.

## Руководство
Руководство деятельностью осуществлял Командующий Внутренней линией РОВС:
- Клавдий Александрович Фосс (1927 — 1945)